# Nilo (calciatore)
Nilo Murtinho Braga, conosciuto solo come Nilo (Rio de Janeiro, 3 aprile 1903 – Rio de Janeiro, 7 febbraio 1975), è stato un calciatore brasiliano.

## Carriera

### Club
Nilo iniziò a giocare a calcio nel 1916 nelle giovanili del Fluminense.
Nel 1919 si trasferì al Botafogo, con il quale debuttò il 7 dicembre 1919 in Botafogo-Bangu (2-0). Nel 1922 passa allo Sport Club Brasil, club che all'epoca militava nella seconda divisione del Campionato Carioca.
Nel 1924 si trasferì nel Fluminense dove rimase per tre anni. Durante questo periodo, fu campione e capocannoniere del Campionato Carioca del 1924.
Tornò al Botafogo nel 1927. Nello stesso anno, diventò capocannoniere del Carioca e segnò 4 gol con cui il Botafogo sconfisse per 9-2 il Flamengo.
Terminò la sua carriera il 16 maggio 1938 in un pareggio 2-2 contro Olaria. In carriera, con il Botafogo segnò 190 gol in 201 partite, il che lo rende al momento il quinto miglior marcatore del club.

### Nazionale
Con la nazionale brasiliana, con la quale segnò 11 reti in 19 partite, giocò i primi mondiali di calcio in Uruguay nel 1930.

## Palmarès

### Club
- Campionato Carioca: 6

Fluminense: 1924
Botafogo: 1930, 1932, 1933, 1934, 1935
- Campionato Potiguar: 1

América de Natal: 1919
- Torneio Interestadual: 1

Botafogo: 1931

### Nazionale
- Copa Rio Branco: 1

1931

### Individuale
- Capocannoniere del Campionato Carioca: 1924, 1927, 1933